# Ломами (провинция)
Ломами (на френски и на суахили: Lomami) е една от провинциите на Демократична република Конго. Разположена е в южната част на страната, по крайбрежието на река Ломами. Столицата на провинцията е град Кабинда. Площта на провинцията е 56 426 км², а населението, според проекция за юли 2015 г., е 2 443 000 души. Най-масово говореният език в провинцията е езикът Чилуба.